# Metropolitano de Nanquim
O metropolitano de Nanquim é um sistema de metropolitano que serve a cidade chinesa de Nanquim.